# Marjorie G. Horning
Marjorie Janice Groothuis Horning (* 23. August 1917 in Detroit, Michigan; † 11. Juni 2020 in Houston, Texas) war eine US-amerikanische Biochemikerin und Pharmakologin.

## Leben
Marjorie Janice Groothuis studierte am Goucher College in Baltimore, wo sie 1938 ihren Abschluss als Bachelor of Arts machte. Danach ging sie an die University of Michigan, machte 1940 ihren Master-Abschluss und promovierte hier 1943 in Biochemie. Während ihrer Zeit als Doktorandin lernte sie ihren späteren Mann Evan C. Horning kennen, der ebenfalls Chemiker war und an der University of Michigan unterrichtete; sie heirateten 1942. Marjorie G. Horning blieb noch bis 1945 an der Universität und arbeitete als Forschungsassistentin in der Pädiatrie des University of Michigan Hospital.
Marjorie G. Horning ging 1945 mit ihrem Mann nach Philadelphia an die University of Pennsylvania und 1951 ans National Heart Institut (heute National Heart, Lung, and Blood Institute) des National Institutes of Health (NIH) in Bethesda, Maryland. Nach zehn Jahren am NIH wurde Marjorie G. Horning 1961 Associate Professor am College of Medicine der Baylor University in Texas und 1969 Professorin für Biochemie am Institute for Lipid Research der Universität. Zudem war sie außerordentliche Professorin für Biochemie und Biophysik an der University of Houston.
Marjorie G. Horning erforschte die Verteilung und den Stoffwechsel von Medikamenten im menschlichen Körper, mit besonderem Augenmerk auf die Übertragung von der schwangeren Frau auf den Embryo beziehungsweise Fötus. Sie zeigte, dass fast alle Medikamente und Drogen, oder ihre Abbauprodukte, das ungeborene Kind erreichen, und war maßgeblich daran beteiligt, dass ab den 1980er Jahren vor der Einnahme von bestimmten Medikamenten und dem Konsum von Alkohol oder Nicotin während der Schwangerschaft gewarnt wird. Marjorie und Evan Horning waren in den 1950er Jahren zudem Pioniere bei der Anwendung der Gaschromatographie für biologische Fragestellungen und nutzten später auch die Massenspektrometrie zur Identifizierung von kleinsten Mengen in der analytischen Biochemie.

## Auszeichnungen
- 1976: Warner-Lambert Award (American Association of Clinical Chemists)[4]
- 1977: Garvan-Olin-Medaille (American Chemical Society)
- 1987: M. S. Tswett Chromatography Medal (Russische Akademie der Wissenschaften)[6]
- 1990: Frank H. Field and Joe L. Franklin Award (American Chemical Society)[7]